# Garveruld
Garveruld, "død uld", skinduld eller kalkuld er uld, som kommer fra skindet af slagtede dyr (især får). I garvningsprocessen skal skindet afhåres og blødgøres, så det er anvendeligt som læder.
Garveruld er skadet af garvningsprocessen og mindre elastisk (og dermed af dårligere kvalitet) end uld fra levende dyr; den anvendes til billigt strikkegarn, undertøj, tæpper og til at blande med anden uld.
Garveruld (også fra køer) var i midten af 1700-tallet blandt de varer, som købmænd i Falkenberg solgte til almuen i Halland. Landboerne kartede og spandt da garverulden og vævede den til stof, som blev solgt til vandrende handelsmænd.